# Новое Поддубье
Но́вое По́ддубье — деревня в Гатчинском муниципальном округе Ленинградской области.

## История
На «Карте Санкт-Петербургской губернии» Я. Ф. Шмидта 1770 года эта местность обозначается как Подусье.
Деревня была основана при открытой в 1784 году Порховской дороге (впоследствии Белорусский тракт), фрагменты которой в качестве просёлочной дороги сохраняются доныне.
После постройки нового Ковенского тракта (ныне Киевского шоссе) часть крестьян переселилась отсюда к новому тракту, основав деревню Поддубье.

ПОДДУБЬЕ — деревня Вырской мызы, принадлежит Марии Федотовне Данауровой, действительной тайной советнице и кавалерственной даме, число жителей по ревизии: 51 м. п., 48 ж. п. (1838 год)

ПОДДУБЬЕ СТАРОЕ И НОВОЕ — деревни тайного советника Донаурова, по почтовому тракту, число дворов — 36, число душ — 109 м. п. (1856 год)

Согласно «Топографической карте частей Санкт-Петербургской и Выборгской губерний» в 1860 году деревня Новое Поддубье состояла из 12 крестьянских дворов.

ПОДДУБЬЕ НОВОЕ — деревня владельческая при колодце по правую сторону Ковенского тракта, число дворов — 16, число жителей: 52 м. п., 59 ж. п. (1862 год)

Согласно карте 1879 года деревня Новое Поддубье состояла из 12 крестьянских дворов и одного постоялого двора. Кроме того в деревне располагалась телеграфная станция — «Телеграф Поддубской».

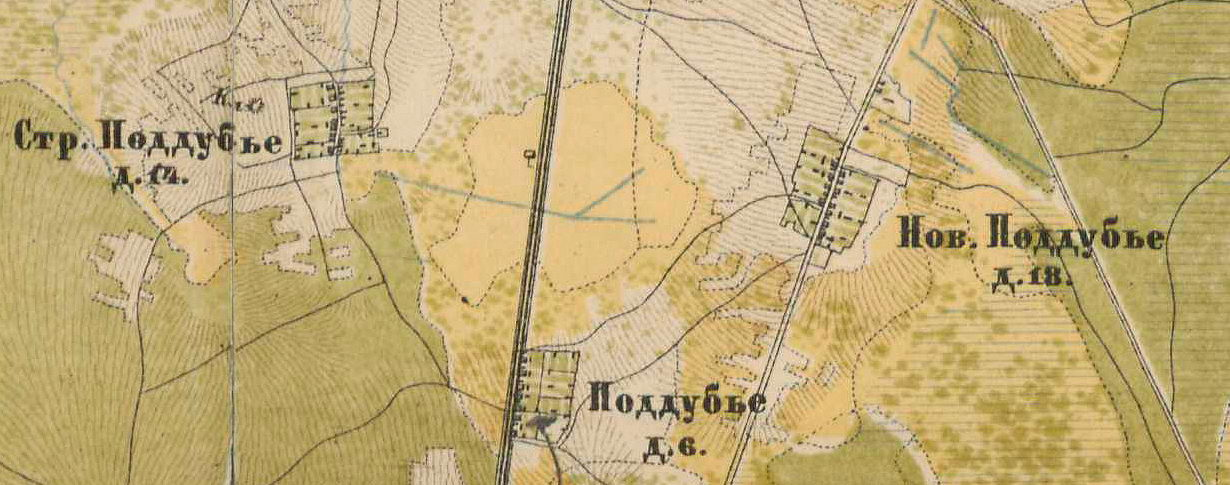
Деревни Старое Поддубье, Поддубье и Новое Поддубье на карте 1885 года

В 1885 году деревня Новое Поддубье насчитывала 18 дворов.
В конце XIX — начале XX века деревня административно относилась к Рождественской волости 2-го стана Царскосельского уезда Санкт-Петербургской губернии.
К 1913 году количество дворов увеличилось до 20.
С 1917 по 1922 год деревня Новое Поддубье входила в состав Поддубского сельсовета Рождественской волости Детскосельского уезда.
С 1922 года в составе Вырского сельсовета.
С 1923 года в составе Гатчинского уезда.
Согласно данным переписи населения СССР 1926 года в деревне Поддубье Новое Вырского сельсовета Рождественской волости Троцкого уезда проживали 159 человек, все русские.
С 1927 года в составе Гатчинского района.
С 1928 года в составе Меженского сельсовета. В 1928 году население деревни Новое Поддубье составляло 446 человек.
По административным данным 1933 года деревня Новое Поддубье входила в состав Меженского сельсовета Красногвардейского района.

План деревни Новое Поддубье. 1939 год

Согласно топографической карте 1939 года деревня насчитывала 32 двора.
C 1 августа 1941 года по 31 декабря 1943 года деревня находилась в оккупации.
С 1954 года в составе Рождественского сельсовета.
В 1958 году население деревни Новое Поддубье составляло 141 человек.
По данным 1966, 1973 и 1990 годов деревня Новое Поддубье также входила в состав Рождественского сельсовета Гатчинского района.
В 1997 году в деревне проживали 43 человека, в 2002 году — 25 человек (русские — 96%), в 2007 году — 31, в 2010 году — 40.

## География
Деревня расположена в юго-западной части района близ автодороги Р23 «Псков» (E 95, Санкт-Петербург — граница с Беларусью).
Расстояние до административного центра поселения, села Рождествено — 6,5 км.
Расстояние до ближайшей железнодорожной станции Сиверская — 5 км.
На противоположной стороне Киевского шоссе находится деревня Старое Поддубье, между ними, на самом шоссе — деревня Поддубье.

## Демография
| 1838 | 1862 | 1928 | 1958 | 1997 | 2002 | 2007 |
| ---- | ---- | ---- | ---- | ---- | ---- | ---- |
| 99   | ↗111 | ↗446 | ↘141 | ↘43  | ↘25  | ↗31  |
| 2010 | 2011 | 2017 |      |      |      |      |
| ↗40  | ↘34  | ↘32  |      |      |      |      |

### Национальный состав
Согласно данным Всероссийской переписи населения 2021 года в деревне проживали 73 человека, из них:
 русские — 70, другие национальности — 1 человек, остальные национальность не указали.

## Улицы
Дачная, Луговая.